# Чудовиште са острва Хук
Чудовиште са острва Хук (енгл. The Hook Island Sea Monster) је назив за чудну сенку која се појавила у води код острва Хук, које припада Аустралији.
Многи овај догађај сматрају само лажном фотографијом. 12. децембра 1964. године, жена Ле Серек је приметила чудан објекат у води. Објекат је личио на џиновског пуноглавца. Секер је на крају ипак скупила храброст да уђе у воду и успела је да фотографише објекат. Показало се да је објекат дужи него што је она мислила. Прво је мислила како је створење мртво јер се није померало. Када га је фотографисала, вратила се у чамац, али је створење онда почело да се креће.